# Crown City (Ohio)
Crown City est un village américain situé dans le comté de Gallia, dans l’Ohio. Selon le recensement de 2010, sa population est de 413 habitants.